# Orden von der goldenen und silbernen Sichel
Der Orden von der goldenen und silbernen Sichel in Anhalt wurde 1382 vom Fürsten Sigismund von Anhalt-Zerbst gestiftet. Der Orden sollte die Treue und Hofehre belohnen.
Das Ordenszeichen war für Ritter die goldene und für die Knappen die silberne Sichel.
Mit dem Tod des Stifters erlosch der Orden.